# Захоплення Казані (1552)
Облога і захоплення Казані — один із завойовницьких походів, здійснений Іваном Грозним у 1552 році для розширення території Московського царства, який став логічним завершенням третього Казанського походу (червень—жовтень 1552 року) Івана Грозного і поклав кінець існуванню Казанського ханства як самостійної держави. Після цього воно увійшло до складу Московського царства. Облога 1552 року була п'ятою за рахунком після цілого ряду облог, здійснених московськими військами в 1487, 1524, 1530 та 1550 роках.
Останній штурм Казані 1552 року виявився успішним, тому що він був ретельно спланований, і для його здійснення московська армія застосувала всі останні військово-інженерні досягнення епохи, яких не було у противника.

## Передумови
Взяття Казані стало наслідком поступового посилення Московського князівства. Боротьба з Казанським ханством почалася вже у 60-х роках XV століття, але мала перемінний успіх. Обидві сторони в цій боротьбі об'єктивно мали свої завдання. Крім того, посилення Османської імперії в Північному Причорномор'ї та на Кавказі сприяло ослабленню фактично васальної залежності Казанського ханства від Москви, що загрожувало новим витком османської експансії до Європи. Крім цього, московські полонені, захоплені під час татарських набігів, продовжували продаватися татарами як сакаліба (слов'янські раби) у рабство до Криму, східних країн та Середземномор'я.
До війни з Казанню молодого царя підштовхували й економічні причини, в першу чергу прагнення безперешкодно здійснювати торгівлю по всьому простору волзького шляху.
Московсько-татарські відносини різко загострилися в першій половині XVI століття в зв'язку зі зміною династії в Казані. У 1534—1545 роках казанці щороку здійснювали спустошливі набіги на східні та північно-східні володіння Московського царства. Тим не менш, в Казані мала великий вплив так звана московська партія, що формувалася з представників мордви та інших народів.

## Підготовка
З метою захисту від татар у 1524 році московитами була побудована фортеця Васильсурск. За правління Василя III був укріплений Темников — оплот московської влади на правому березі Волги. У 1545—1552 роках Іван Грозний організував так звані Казанські походи. Ці кампанії виявилися дорогими заходами, бо московські бази (Нижній Новгород, Арзамас) були віддалені від розташування головних московських сил.

### Будівництво Свиязька
У зв'язку з цим царський уряд відчував гостру необхідність у базі, розташованій в безпосередній близькості до Казані. Зусиллями московського військового інженера Івана Виродкова в 1551 році всього за 28 днів під фактично обложеною Казанню була зведена дерев'яна фортеця Свиязьк, яка стала головним опорним пунктом для взяття Казані московськими військами. Згодом Іван Виродков керував операціями по облозі самого міста, спорудивши за одну ніч 13-метрову облогову вежу ручного складення.

### Чуваське повстання
Допомогу в проведенні майбутньої кампанії надали чуваші, а в 1546 році спільно з гірськими марійцями, які підняли повстання проти казанської влади. Чуваські посли Мехмед Бозубов та Ахкубек Тогаєв звернулися до Івана Грозного з проханням про прийняття їх у підданство з умовою наділення широкими правами і свободами, на що царський уряд негайно дав згоду, але не виконав своїх обіцянок.

### Виступ московського війська

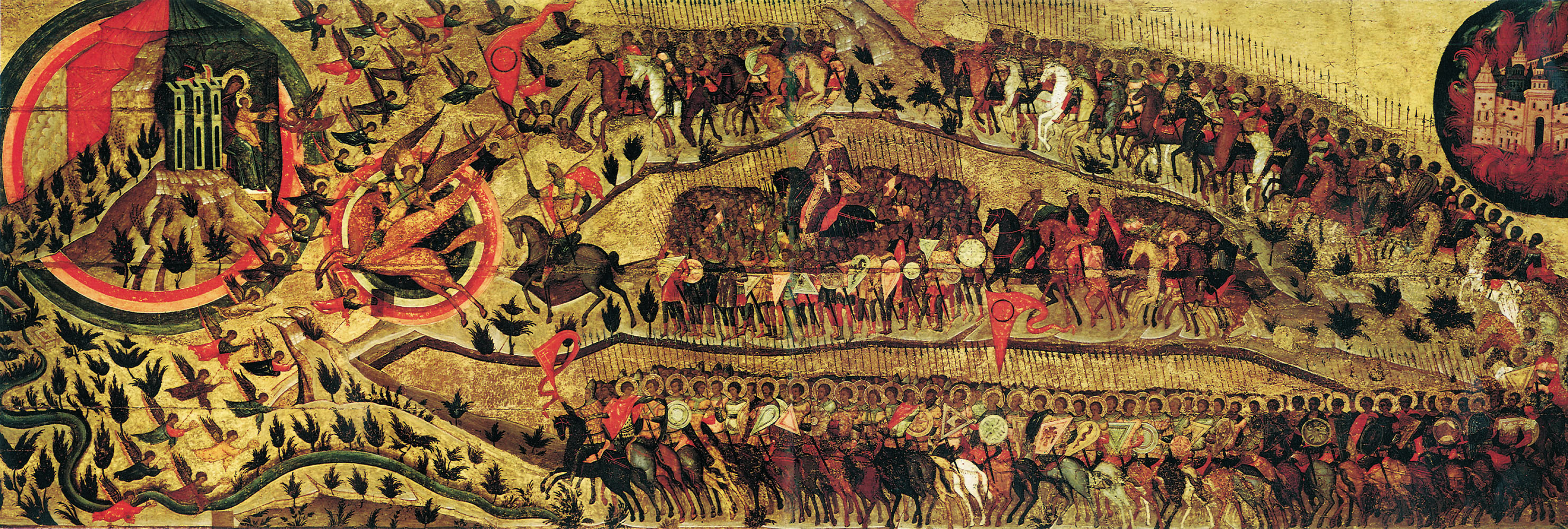
Ікона «Благословенне воїнство Небесного Царя» — хода московських воїнів з підкореної Казані до Небесного Єрусалима (Москви)

На відміну від попередніх облог, до майбутньої облоги московські війська готувалися планомірно, плануючи навіть зимувати під стінами міста. Війська готувалися до війни з весни, а передові загони московських військ під проводом воєводи Олександра Горбатого вже розмістилися в Свиязьку. 16 червня 1552 року після великого огляду царські війська виступили з Москви до Коломни. Аби перешкодити московським військам у їх просуванні до Казані кримські загони, посилені яничарами та артилерією, несподівано напали на московські володіння під Тулою, однак їхня атака була відбита, а незабаром арєргарди кримських татар були розбиті московитами на річці Шиворонь. Невдача кримчаків багато в чому пояснювалася тим, що хан Девлет І Гарай розраховував, що московські війська вже перебувають під Казанню, і не був підготовлений до зустрічі з величезним московським військом. Московити рухалися до Казані кількома загонами. Сам цар на чолі великого війська виступив з Коломни до Володимира. З Володимира військо прибуло до Мурома, де з'єдналися з ним союзні татарські загони під керівництвом хана Шигалея, який виступив із Касимова. Чисельність татарських військ, які прийшли з Шигалеєм, за непідтвердженими в інших джерелах даними автора «Казанської історії», становила близько 30 тисяч чоловік. Серед них знаходилося два царевичі з Астраханського ханства.
Московські війська подолали шлях до Свиязька за п'ять тижнів. Багато воїнів загинуло по дорозі через брак питної води і аномальну спеку. У Свиязьку царські війська провели тиждень, очікуючи прибуття інших загонів. Ще раніше царя до цього міста прибула «суднова» рать, що рухалася на суднах по Волзі.

### Битва під Казанню
15 серпня 1552 року московські війська за наказом царя в бойовому порядку переправилися через Волгу на лугову сторону на спеціально приготовлених для цього бойових суднах. Почувши про пересування московських військ, казанський хан Едигер виступив назустріч царським військам на чолі майже 10 тисячного казанського війська. Єртаульний та Передовий полки зуміли стримати натиск супротивника і в тригодинній кровопролитній битві змогли зупинити чисельно переважаючі казанські війська і змусити їх утікати. Завдяки цьому московські війська мали можливість протягом тижня безперешкодно переправлятися на другий берег Волги, не побоюючись можливих перешкод з боку захисників міста.
16 серпня до Івана Грозного перейшов служити казанський мурза Камай Хусейнов із сімома козаками, повідомивши відомості про стан татарського війська.
17 серпня цар переправився через Волгу і на чолі своїх військ розташувався на Арському полі. Там же цар здійснив поділ своїх військ для організації майбутньої облоги.

## Чисельність та склад московських військ
В облозі було задіяно велику кількість військ і гармат. За даними Казанської історії, московські війська нараховували 150 тисяч чоловік, маючи чисельну перевагу над обложеними (60 тисяч осіб). Згідно з інформацією сучасних істориків, чисельність обох сторін сильно перебільшена. Мобілізаційні здатності Московського царства не дозволяли виставити настільки численне військо, а Казань не могла вмістити такої кількості військ для оборони. Не кажучи про те, що на невеликому просторі ховалося багато мирного населення. Реальна чисельність учасників облоги з обох сторін видається в рази менше.
Повідомляється, що московське військо мало численну артилерію. Дії гармашів та інженерів мали величезне значення для завоювання Казані, а також для більш пізніх походів Івана IV, таких як, наприклад, Лівонська війна. Створення нових лафетів і збільшення маневреності гармат дозволили формувати великі артилерійські парки. Івану IV для облоги Казані вдалося зібрати приблизно 150 гармат. Більшість артилеристів пройшли підготовку на Пушечному дворі в Москві, де могли спостерігати за роботою пушкарів-ливарників. У 1547 році артилерія стала незалежним родом військ царської армії, і отримала назву наряд. У той же час будівництво траншей і палісадів навколо Казані вимагало великої праці. Іван продовжував покладатися на інженерів і під час своїх більш пізніх компаній, таких як облога Полоцька в 1563 році. Московська армія була представлена всіма родами військ: кіннотою, стрільцями, татарськими загонами хана Шигалея, мордовськими і черкеськими воїнами, а також іноземними найманцями: німцями, італійцями, поляками. Дворянська кіннота складала головну силу царського війська. За даними літописів, в облозі брали участь 10 тисяч мордовських воїнів. Також до московського війська досить несподівано приєдналося військо донських козаків (див. нижче).

## Хід облоги
Місто було оточене 23 серпня. Всі намагання казанців прорвати кільце успіху не мали. Навпроти двох Ногайських воріт розмістився Полк правої руки хана Шигалея, передовий полк татар на чолі з двома астраханськими царевичами розмістився навпроти Єлбугіних і Кебекових воріт, Єртаульний полк — навпроти Муралієвих воріт, Полк лівої руки — навпроти Водної брами, Сторожовий полк — навпроти Царських воріт. Московські ратники почали будівництво тур навколо обложеного міста. Облогові вежі (башти) були побудовані навпроти всіх міських воріт. Тури будувалися під керівництвом італійських інженерів «фрязьким звичаєм» з трьома «боями». У будівництві брав участь і московський інженер — Іван Виродков.

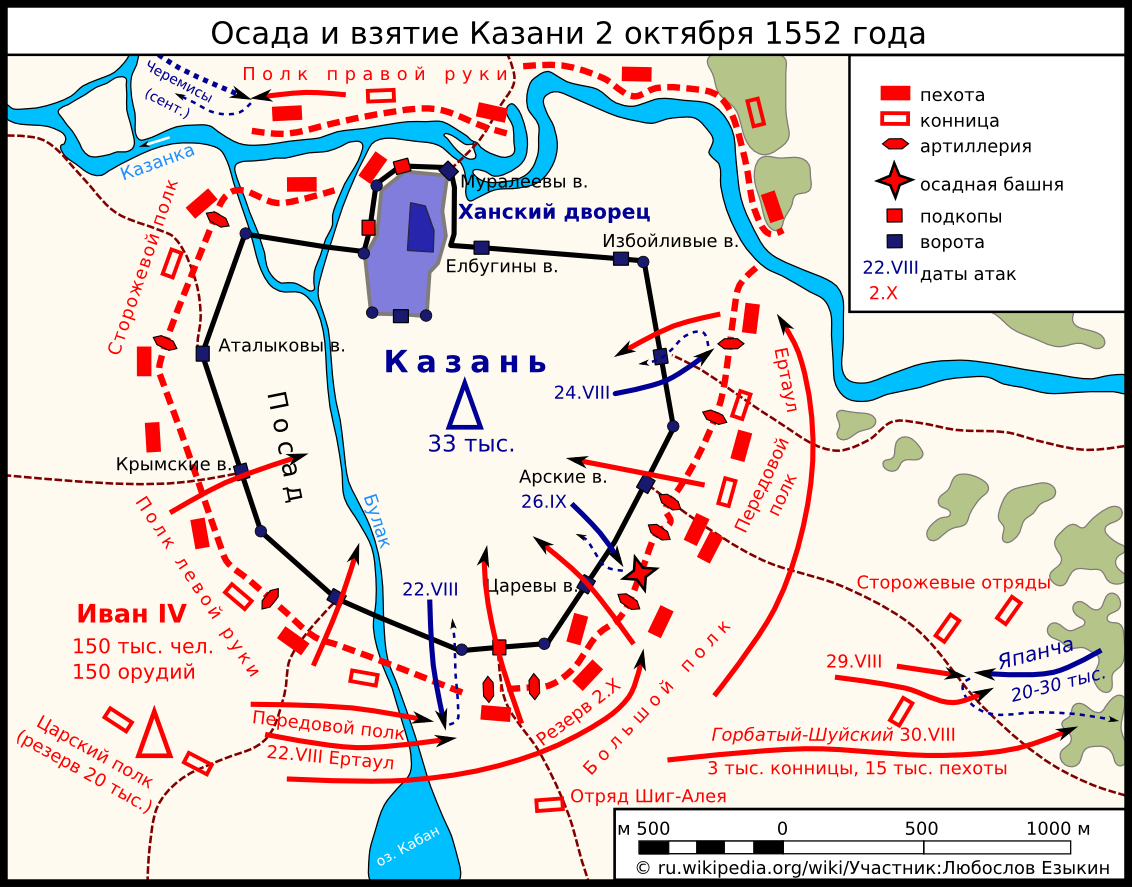
Облога і здобуття Казані 2 жовтня 1552 року

Незабаром після прибуття царських військ на Арське поле розгорівся новий бій між казанцями, які наступали з боку лісу, і московськими людьми, розміщеними в полі. Послані проти казанців воєводи зуміли зупинити супротивника, і, переслідуючи казанців, які відступали по лісу, захопили полонених.
На другий день після прибуття царських військ під Казань за розпорядженням Івана IV до міста була направлена делегація послів з пропозиціями про мир. У разі капітуляції жителям гарантувалося життя, недоторканність майна, а також можливість вільного сповідування мусульманської віри і можливість вільного вибору місця проживання. Казанського хана цар закликав поступити до нього на службу і стати його васалом. Вимоги делегації були відхилені, а самі посли з ганьбою були вигнані з міста. Одночасно з цим обложені запросили допомоги у войовничих ногайців. Тим не менш, правителі Ногайської Орди, побоялися псувати відносини з Москвою, тому в допомозі казанцям відмовили.
26 серпня казанці зробили невдалу вилазку з міста. Під стінами Казані розігрався завзятий бій. Сучасники так описали цю битву: От пушечнаго бою и от пищалнаго грома и от гласов и вопу и кричяния от обох людей и от трѣскости оружия і не бысть слышати друг друга.
Відбивши атаку, стрільці зуміли обнести тури окопами, а також розмістити на них більш потужні гармати. В окремих місцях між турами розташовувався палісад, збудований під керівництвом Івана Виродкова. Незабаром, 27 серпня, почався артилерійський обстріл Казані. Казанці не мали такої потужної артилерії, у зв'язку з чим казанська артилерія зазнала серйозних втрат. 4 вересня московські воїни влаштували вибух підкопу у Муралєєвих воріт під джерелом води всередині міста. Незважаючи на успіх операції, мета досягнута не була, адже в Казані розташовувалися численні водойми, з яких жителі могли брати питну воду. Тим не менш, в місті, позбавленому важливого джерела питної води, почалися хвороби.
6 вересня московські війська під командуванням князя Андрія Горбатого зробили похід на Арськ. Похід був спровокований частими набігами черемісів, що заподіювали великі неприємності обложникам. Значну частину царських військ становили піші стрільці і темниківська мордва. Арськ був здобутий, і царські війська встановили контроль над усією Арською стороною, захопивши чимало полонених та худоби.
Одночасно з цим, у зв'язку з сильними зливами і бурями, затонуло чимало суден із припасами, позбавивши тим самим московські війська значної частини запасів продовольства.

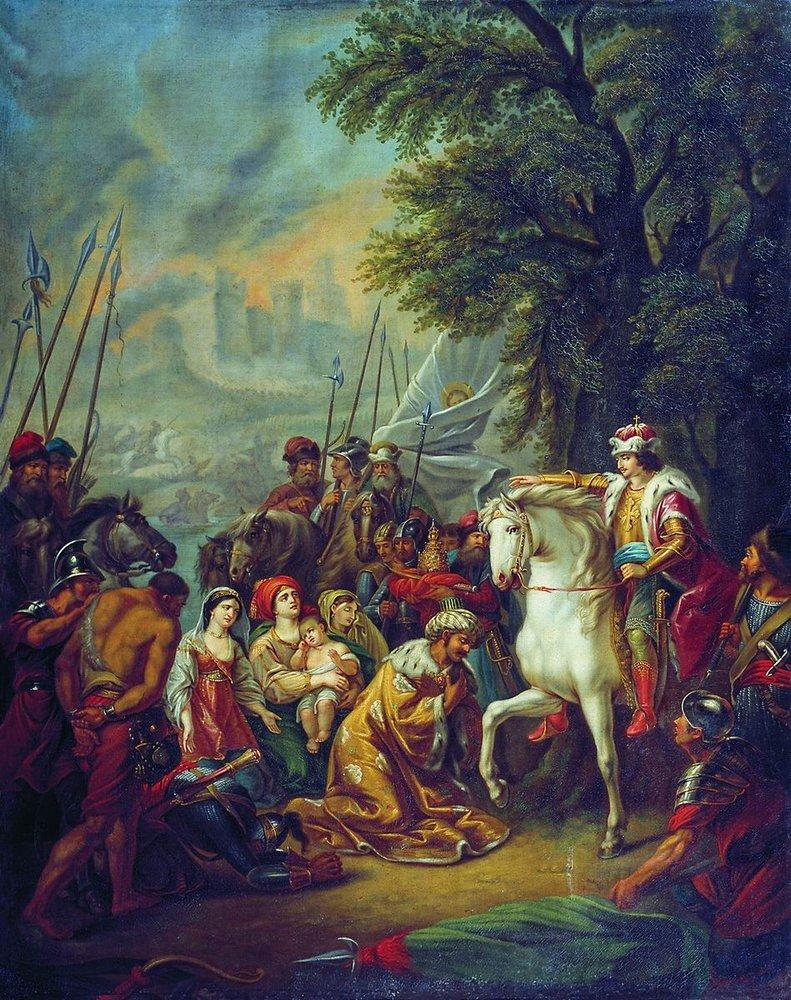
«Іван IV під Казанню» (Р. В. Угрюмов, XVIII століття)

Несподіваним приємним «сюрпризом» для московських військ стала поява під обложеною Казанню цілої армії донських козаків під командуванням отамана Сусара Федорова, які запропонували московському царю свої послуги. Однак, сама поява козаків спершу викликала великий переполох, оскільки численне козацьке військо підійшло вночі і, ставши табором, розпалило безліч багать для обігріву та приготування їжі. Поява в темряві великої кількості вогнів свідчило про появу значної військової сили і викликало занепокоєння, як у таборі обложених, так і в таборі обложників. Останні були змушені таємно послати під покровом ночі вивідувачів для з'ясування приналежності невідомої військової сили. Повернувшись, пластуни ще більше налякали московське військо, розповівши про те, що вони побачили, оскільки сам вигляд козаків являв на той момент, щонайменше, екзотичне (а вночі — ще й досить страшне) видовище. Справа в тому, що вирушаючи в похід, козаки спеціально набили в донських плавнях всякої птиці і «прикрасили» своє вбрання, нашивши на нього велику кількість здобутого пташиного пір'я.
Поява козаків значно просунула хід облоги, оскільки з їх появою московське військо стало активно застосовувати тактику ведення мінно-вибухових підкопів під стіни обложеного міста. Є переказ, що мінними підкопами керували англійський інженер Бутлер і литвин Розмисл (справжнє ім'я Еразм). Ця тактика і принесла згодом бажаний успіх.
Московські війська вели ретельну підготовку до рішучого штурму. До 30 вересня тури були присунуті практично біля всіх воріт міста. Між фортечною стіною і турами залишався лише рів. На багатьох ділянках рови були засипані землею і лісом. Московські ратники звели через них безліч мостів. Були зроблені нові підкопи.
Але й обложені «не сиділи, склавши руки». Вони неодноразово робили вилазки, нападаючи на тури. У ході однієї з таких вилазок казанцям вдалося обернути у втечу нечисленну охорону турів. Інша вилазка, розпочата обложеними біля Збойловських воріт, виявилася менш вдалою. Ще одна (остання) вилазка була найбільш масштабною, але безрезультативною.
30 вересня був підірваний підкоп під стіни і стіна впала. Були підпалені міська стіна, ворота й мости. Однак, атака була відбита. Ціною великих втрат осаждавшим вдалося закріпитися в башті, стінах та біля Арських воріт. Два наступні дні московські війська під керівництвом воєвод Михайла Воротинського і Олексія Басманова очікували противника. В очікуванні рішучого бою московські люди загородились міцними щитами.
1 жовтня захисникам міста було надано ще один шанс скласти зброю. Але вони знову відмовилися.

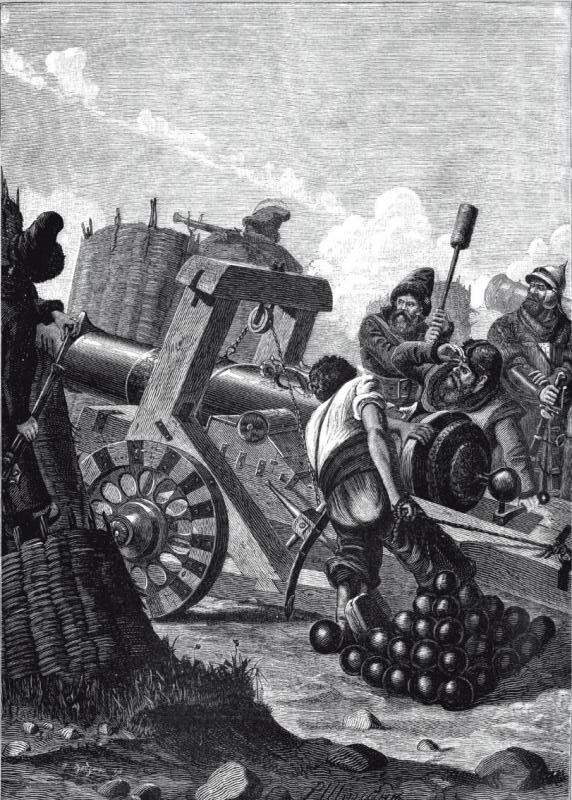
Московська облогова гармата XVI століття

Московське командування наказало вбивати панікерів і мародерів — «багатьох ближніх забивати тих, та не падають на скарби, також і допомагають своїм». Ця міра змогла зупинити паніку, і незабаром московити знову перейшли в наступ. Основна битва всередині міста сталася у мечеті ханського палацу. Обороною мечеті керував імам Кул Шаріф, бився і загинув у бою з московськими військами разом зі своїми учнями. Казань впала, хан Едигер був захоплений у полон, його воїни страчені, а частина лояльних казанців була переселена за стіни посаду, на береги озера Кабан, поклавши основу Старо-татарській слободі Казані.

## Наслідки
Після взяття Казані вся територія Середнього Поволжя була захоплена Московським царством. Крім татар, влада московського царя була поширена на багато інших народів, які до цього підкорялися колишньому Казанському ханству: чуваші, удмурти, марійці, башкири. Цей похід став першою визначною військовою кампанією, внаслідок якої Московське царство анексувало велику сусідню державу поза межами колишніх князівств Русі.
Незабаром після цього були завойовані і анексовані Астраханське ханство (1556) та Сибірське ханство (1582), що дозволило за час правління Івана Грозного збільшити територію Московського царства майже вдвічі. В другій половині 1550-х була спроба завоювати і Кримське ханство, але йому вдалося відбитися.
За добровільну і героїчну участь у штурмі Казані царем була дарована жалувана грамота донським козакам на «річку Дон з усіма притоками» у вічне користування, що підтверджує незалежний статус донського козацтва. У результаті зносини Московського царства з донськими козаками аж до початку XVIII століття йшло через Посольський приказ (тобто, фактично, через «міністерство закордонних справ»).

### Відлуння народної пам'яті в 1990-і та 2000-і роки
Прагнення татар проголосити незалежність у 1990-х роках був проголошений російською владою, як татарський сепаратизм. Хоча вимоги татар базувався, в тому числі, і на факті облоги Казані та ліквідації Казанського ханства, підкріплюючись гаслами «Я пам'ятаю 1552 рік» та «Голокост татарського народу — 1552!»: «Як передає „Росбалт“, серед плакатів, піднятих мітингувальниками, були „Я пам'ятаю 1552 рік“, „Голокост татарського народу — 1552!“… тощо». 12 жовтня татари щорічно відзначають неофіційний «День пам'яті захисників Казані», вважаючи Казанське ханство мирним, а Московське князівство агресивним утворенням. «Росбалт» від 12/10/2009 писав: "Татарські націоналісти відзначили черговий, двадцятий за рахунком День пам'яті захисників Казані, полеглих під час взяття міста військами Івана Грозного.
У столиці Татарстану в часи «перебудови» пройшов нечисленний мітинг під гаслом «Максатыбыз — байсезлек!» («Мета — незалежність!»), а також науковий семінар «Завоювання Казані: уроки історії». Татарськими патріотами періодично порушувалося питання про зведення пам'ятника полеглим захисникам Казані від військ Івана Грозного в 1552 році, але уряд Росії відповідав категоричною відмовою. «Независимая газета» від 2012-03-14: "Політична еліта Татарстану робить черговий реверанс у бік татарських націоналістів. У понеділок в головному театрі столиці з помпою відзначили 70-річчя татарського письменника Айдара Халіма, відомого опозиціонера і критика колишнього президента республіки Мінтімера Шаймієва.
На думку доктора історичних наук Равіля Габдрахмановича Фахрутдінова, яку він висловив у підручнику історії Московське князівство, вело окупаційну політику, а Казанське ханство стало жертвою імперських амбіцій Івана Грозного, який відрізнявся своїм аморальним життям і людиноненависницькими діями. А з підкореними ним народами він проводив політику винищення. Також Равіль Фахрутдінов звертав увагу на жорстокість мосоквських військ по відношенню до татарського населення і мародерство під час і після взяття Казані.
На думку іншого татарського історика Іскандера Гилязова, висловленій на зустрічі президента Росії Дмитра Медведєва з істориками, що виникла після захоплення Іваном Грозним Казані асиміляція татар призвела до того, що чисельність татарського населення зросла незначно, а чисельність етнічних росіян зросла в десятки і сотні разів при тому, що на момент завоювання чисельність населення Казанського ханства була майже рівною населенню Московського царства.

## Захоплення Казані в мистецтві
- В пам'ять про підкорення Казані при Івані IV зведено храм Василя Блаженного в Москві, а також храми в самій Казані.
- Захопленню Казані присвячена перша в Росії епічна поема — «Россіада» Михайла Хераскова.
- На братській могилі полеглих воїнів на початку XIX століття встановлений Храм-пам'ятник на честь Нерукотворенного Образа Спасителя.